# Oceano (película de 1971)
Oceano es una película italiana dirigida en 1971 por Folco Quilici.
Esta película italiana, dirigida por el cineasta documentalista Folco Quilici, cuenta con la excelente fotografía del océano y de algunas islas de los mares del sur. Quilici además de su actividad cinematográfica, se especializó en la filmación submarina. Su primer largometraje fue Sesto continente (1954)

## Sinopsis
Tanai interpreta a un solitario polinesio en busca de paz y soledad. Embarca en su canoa, provisto solamente de su experiencia marinera y un árbol del pan, que tiene la intención de plantar cuando encuentre la isla deshabitada de sus sueños. A lo largo del recorrido, encuentra grandes tormentas en el océano, tribus salvajes en islas remotas y a un europeo expatriado. 

## Premios
- 1972 - Premio "Special David" a Folco Quilici Por la Dirección (Premios David de Donatello)